# Хубавене
Хубавѐне е село в Северозападна България. То се намира в община Роман, област Враца. До 1879 година името на селото е Хуйовене.

## География
Селото е разположено на около 1 km от десния бряг на река Малък Искър. На 5 km е от общинския център Роман. Теренът е полубалкански с пресечени хълмисти места. Селото се намира в котловина, заобиколено от много хълмове. Релефът е каменист, почти пясъчен. Надморската височина е около 200 – 500 m. По високите места почвите са кафяви, а край реката алувиално-ливадни и главно сиви горски. В районе има много изворни кладенци (Млечанковец, Йончовец, Дедовец, Бука и др.), малки рекички, потоци. При продължителни суши някои от тях пресъхват. Селото се водоснабдява от местността „Езерото“ и от Искъра, а в миналото, поради недостиг, и от подземни води.
Повечето земи край селото са ливади и гори – предимно широколистни (бук и дъб), а по бреговете на реката са засадени канадски тополи. Пасищата са предимно за дребен рогат добитък. В миналото животновъдството е бил основен отрасъл.

## История
Първото селище е било на 2 km от град Роман в близост до Батулската река и се е наричало Качичка. В тези местности има открити останки от воденици, ковачници, свидетелстващи за поминъка на селото. Казвало се е Ковене заради отглеждането на пчели и Бубовене заради копринените буби, които се изнасяли и до съседна Гърция.
На 3 април 1951 година, по време на колективизацията, жителите на селото организирано връщат добитъка си, иззет предишната година в Трудово кооперативно земеделско стопанство. След намесата на изпратени от Враца милиционери животните са върнати, трима души са осъдени на 10 години затвор, а смятания за главен подбудител Цоло Диков – на 15 години.

## Население
Преброяване на населението през 2011 г.
Численост и дял на етническите групи според преброяването на населението през 2011 г.:
|                     | Численост | Дял (в %) |
| Общо                | 326       | 100,00    |
| Българи             | 43        | 13,19     |
| Турци               | 0         | 0,00      |
| Цигани              | 0         | 0,00      |
| Други               | 0         | 0,00      |
| Не се самоопределят | 0         | 0,00      |
| Неотговорили        | 283       | 86,80     |

## Традиции
Ежегодно през първата събота от месец декември, в селото се стичат млади семейства от цялата община да празнуват „Денят на християнското семейство“. Селото има танцов състав, спечелил награди и национални признания от състезанията „Балкан фест“ и „Европейската асоциация на фолклорните фестивали“. През 2015 година, ФТС „Хубавенка“ при НЧ „Светлина“ взе участие и в Европейския шампионат по фолклор, взимайки среброто в крайното класиране. След това съставът участва и в Световния шампионат, където се класират на 7 място.